# Tragium hirtellum
Tragium hirtellum är en flockblommig växtart som beskrevs av Ferdinand von Hochstetter. Tragium hirtellum ingår i släktet Tragium och familjen flockblommiga växter. Inga underarter finns listade i Catalogue of Life.